# Єфремов Михайло Олегович
Миха́йло Оле́гович Єфре́мов (рос. Михаи́л Оле́гович Ефре́мов; нар. 10 листопада 1963, Москва, РРФСР, СРСР) — колишній радянський і російський актор театру і кіно, телеведучий. Заслужений артист Росії (1995). Спершу не підтримував, але згодом підтримав війну РФ проти України.

## Життєпис
Народився 10 листопада 1963 року в Москві, у родині акторів — Олега Єфремова та Алли Покровської.
Ще в шкільному віці вперше вийшов на сцену МХАТу в спектаклі «Йдучи, озирнись!». У кіно дебютував також школярем — у фільмі «Коли я стану велетнем» (1978). З 1982 по 1984 роки проходив військову службу у збройних силах СРСР.
У 1987 році закінчив школу-студію МХАТ й очолив Театр-студію «Современник-2», де грали такі актори, як Микита Висоцький, Марія Євстигнєєва, В'ячеслав Невинний молодший. Утім, трупа доволі швидко розпалася.
У 1991—1996 роках — актор МХТ ім. Чехова.
З 2006 року запрошувався до складу журі Вищої ліги КВК.
У 2009—2014 рр. вів програму «Жди меня».
У 2011 — 5 березня 2012 року брав участь у проєкті «Громадянин поет» на сайті «F5.ru» та радіостанції «Эхо Москвы», де читав вірші Дмитра Бикова.

### Смертельна ДТП 8 червня 2020 року
Увечері 8 червня 2020 року перебуваючи в стані алкогольного та наркотичного сп'яніння, скоїв аварію на Садовому кільці, в центрі Москви. Позашляховик актора виїхав на зустрічну смугу і врізався у вантажний фургон, внаслідок чого водій фургона Сергій Захаров помер у лікарні від втрати крові. Сам Єфремов не постраждав, його відпустили під підписку про невиїзд. Експертиза показала високий вміст алкоголю в крові та диханні Єфремова. У видихуваному повітрі було виявлено 1,05 міліграм на літр алкоголю, тобто 2,1 ‰ (допустима норма становить 0,16 проміле). 9 червня в його крові та сечі виявлені сліди кокаїну і канабіноїдів. 9 червня Єфремова затримали, стосовно нього була порушена кримінальна справа за статтею 264 КК РФ «Порушення правил дорожнього руху, що призвело з необережності до смерті людини». Слідство попросило захід обмеження прав у вигляді домашнього арешту до 9 серпня.
8 вересня 2020 року суд визнав Єфремова винним за п. «а» ч. 4 ст. 264 («Порушення особою, яка керує автомобілем, правил дорожнього руху, вчинене в стані сп'яніння, що призвело з необережності смерть людини») КК РФ та призначив покарання у вигляді 8 років позбавлення волі із відбуванням покарання у виправній колонії загального режиму.
У березні 2025 року Єфремов, після 4 замість 7,5 років у вʼязниці, був звільнений за умовно-достроковим звільненням.

## Громадянська позиція
У своїй творчості висміював політику Путіна щодо внутрішніх проблем Росії, анексії Криму, Євромайдану тощо.
4 квітня 2022 року попросив верховний суд РФ зменшити йому термін ув'язнення, заявивши, що вже підтримує Путіна у війні РФ проти України.

## Родина
Одружений уп'яте. Має шістьох дітей.
- Перша дружина (протягом одного місяця) — актриса Олена Юріївна Гольянова (н. 20.08.1964).
- Друга дружина — Ася Воробйова (Асія Робертівна Бікмухаметова), редактор. Від неї має сина Микиту, 1988 р. н. — актор театру «Современник».
- Третя дружина — Народна артистка РФ, актриса Євгенія Добровольська (1964—2025); син Микола, 1991 р.н. — також актор, знімався у серіалі «Біла гвардія»).
- Четверта дружина — актриса Ксенія Качаліна (03.05.1971 р.н.; дочка Анна-Марія, 14.10.2000 р.н., проживає з батьком).
- П'ята, поточна, дружина — звукорежисерка Софія Круглікова (дочки Віра, 2005 р.н., та Надія, 2007 р.н., син Борис, 2010 р.н.).

## Творчість

### Театральні постановки
- «Чапаєв і Порожнеча» . Режисер: Павло Урсул — Чапаєв
- «Люди-миші»
- «Лихо та й годі» — Чацький Олександр Андрійович
- «Амадей» — Вольфганг Амадей Моцарт
- «Маленькі афери великого міста»
- «Ігри жінок». Режисер: Кшиштоф Зануссі
- «Анархія». Режисер: Гарик Сукачов — Біллі «Викидень»

### Робота на телебаченні
- «Жди меня» (2009-2014) — ведучий з 30 листопада 2009 року по 12 вересня 2014 року програми «Першого каналу» з пошуку зниклих людей.
- «Громадянин поет» (2012) — телевізійний проєкт телеканалу «Дощ» спільно з Дмитром Биковим.
- «Пан хороший» (2013) — телевізійний проєкт телеканалу «Дощ» авторів «Громадянина поета».
- «„Відлига“ у віршах» (2013) — спеціальний телевізійний проєкт «Першого каналу», створений на підтримку телесеріалу «Відлига», читає вірш Геннадія Шпалікова «За нещастя або на щастя, істина проста …».

### Фільмографія
1. «Дні хірурга Мішкіна» — хлопчик (1976)
2. «Коли я стану велетнем» — Петрик Копейкін (1978)
3. «Все навпаки» — Андрій (1981)
4. «Шантажист» — Михайло (1987)
5. «Благородний розбійник Володимир Дубровський» — Володимир Дубровський (1989)
6. «Віват, гардемарини!» — спадкоємець престолу Петро III (1991)
7. «Люк» (1991)
8. «Чоловічий зигзаг» (1992)
9. «Королева Марго» — король Карл IX (1996)
10. «Криза середнього віку» (1996)
11. «Досьє детектива Дубровського» — Соплигін (1999)
12. «Каменська» (серія «Гра на чужому полі») — Микола (2000)
13. «Романови. Вінценосна родина» — Керенський (2000)
14. «Кордон. Тайговий роман» — Олексій Жгут (2000)
15. «Рятівники» (2000)
16. «Свято» (2001)
17. «Гипноз» (2001)
18. «У русі» — Вован (2002)
19. «Джокеръ» — Кречинський (2002)
20. «Француз» — Карпенко (2002)
21. «Антикілер» — Банкір (2002)
22. «Антикілер 2: Антитерор» — Банкір (2003)
23. «Небо. Літак. Дівчина» — Олексій (2003)
24. «Убійна сила 5» — Пахомов (2003)
25. «Супертеща для невдахи» — Сергій (2003)
26. Дільниця — Коритніков (2003)
27. «Слухач» — Кульома (2004)
28. «Російське» — батько Еда (2004)
29. «Початок шляху» — комендант концтабору (2004)
30. «Диверсант» — Костенецький (2004)
31. «Московська сага» — парторг медичного інституту (2004)
32. «КДБ у смокінгу» — головний редактор газети (2005)
33. «9 рота» — дембель (2005, епізод)
34. «Дунечка» — головний режисер театру (2005)
35. «Кохай мене» — Антон (2005)
36. «Полювання на ізюбра» — Сєров (2005)
37. «Лебединий рай» — Дмитро (2005)
38. «Статський радник» — філер Мильников Євстратій Павлович (2005)
39. «Жіноча інтуїція 2» — Мишко (2005)
40. Грецькі канікули — батько Іполита (2005, епізод)
41. Мама, не сумуй 2 — Моня, московський політтехнолог (2005)
42. Жесть — Маніяк (Добрий чоловік) (2006)
43. Солдати — капітан Стомаросов (2006)
44. Золоте теля — Васисуарій Лоханкін (2006)
45. Полювання на піранью — Дорохов (2006)
46. Заяць над безоднею — полковник Блинда (2006)
47. Дев'ять невідомих (2006)
48. Офіцери — Петренко (2006)
49. Три напівграції — Слава (2006)
50. Точка — Едик (2006)
51. Ніхто не знає про секс — батько Кеші (2006)
52. Здвиг (2006, епізод)
53. Грозові ворота — капітан Ланевський (2006)
54. Парк радянського періоду — товариш Роберт (2006)
55. 12 — 8-й присяжний (2007)
56. Параграф 78 — начальник в'язниці (2007)
57. Ленінград — Омельченко (2007)
58. Свята справа — Примусоволікуючий (2007, епізод)
59. Артистка — Гусятников (2007)
60. День виборів — Отець Інокентій (2007)
61. Диверсант. Кінець війни — Костенецький (2007)
62. Віла роздору або Танок сонячного затьмарення — Алік (2007)
63. Іронія долі. Продовження — Дід Мороз (2007)
64. Сімейка Ади — Петро Погодін, Іван Погодін (2008)
65. Беляєв — Лютаєв (2008)
66. Будинок сонця — професор Немчинов (2008)
67. Контракт на любов — ? (2008)
68. Індиго — батько Каляєва (2008)
69. П'ятниця, 12 — міліціонер (2008)
70. Важкий пісок — Сергій Терещенко, адвокат (2008)
71. Найкращий фільм 2 — тато Моряка (2008)
72. Обручка — Петро (2009)
73. Дуже російський бойовик — Обама Хусейн (2009)
74. Полювання на Вервольфа — Адольф Гітлер (2009)
75. Книга Майстрів — 34-й богатир (2009)
76. Наказано знищити! Операція: «Китайська шкатулка» — майор МДБ Бабушкін (2009)
77. Контракт на кохання — режисер (2009, епізод)
78. Какракі — Михайло Михайлович (2009)
79. Антикілер Д. К. — Хондачов (2009)
80. Чорна блискавка — алкоголик у кольоровій шапочці (2009, епізод)
81. Кошечка— Варечка (новела «Скажена балерина») (2009)
82. Однокласники (2009)
83. Кохання у великому місті 2 (2010)
84. Гаражі (2010)
85. Класні чоловіки (2010)
86. Робінзон — Левкін (2010)
87. Білий пісок — капітан баржи (2010, епізод)
88. Найкращий фільм 3-ДЭ — учитель праці дядька Міша (2011)
89. Generation П — Леонід (Легіон) Азадовський (2011)
90. Випадковий свідок — Аркадій Царьков (2011)
91. ДухLess. Кінець гламуру — Кондратов (2011)
92. Фурцева — Олег Єфремов (2011)
93. Три дні з придурком (2011)
94. Про що говорять чоловіки — священик (2011, епізод)
95. Ржевський проти Наполеона — Лев Толстой (2012)
96. Глибина (2012)
97. Зайцев, пали! (2012)
98. МУР — начальник ВББ Іван Данилов (2012)
99. Не бійся, я с тобою! 1919 (2012)
100. Громадянин поет. Прогон року (2012)
101. Глаз божий (документальний) — істопник Олексій (2012)
102. Духless — Кондратов (2012)
103. Джунглі — Вадим Вадимович (2012)
104. 9½ зомбі — Дудиков (2012)
105. Відлига — Федір Андрійович Кривицький, кінорежисер (2013)
106. В гостях у $kazki (2013)
107. Не бійся, я з тобою 2 (2013) — поліцмейстер
108. Кохання у великому місті 3— тренер Валерій Борисович (2013)
109. Остання людина Атлантиди — озвучення (2013)
110. Zомбі канікули — Дудіков (2013)
111. «Зорепад — прикмета літа» — Василь Свідерський (2013)
112. «Відлига» — Федір Андрійович Кривицький, кінорежисер (2013)
113. «Тітонька» — продавець мандаринів (2013)
114. «Кавказька полонянка!» — Адміністратор готелю (2014)
115. «На дні» — Сверчков-Задонский (2014)
116. «Контужений» — Антон Павлович Торопоркін, директор музею, краєзнавець (2014)
117. «Безславні придурки» (2014)
118. «Нова дружина» — Саша (2014)
119. «Душа шпигуна» (2015)
120. «Москва ніколи не спить» — Володимир (2015)
121. «Про кохання» — наречений (2015)
122. «Глибина» — Дмитро Дибенко (2015)
123. «Слідчий Тихонов» — Тихонов (2015)
124. «День виборів 2» — отець Інокентій (2016)
125. «Ополонка» — опальний олігарх (2016)
126. «Гарний хлопчик» — Володимир Дронов, директор школи (2016)
127. «Політ» — Ігор Олександрович Жабенко (2020, т/с)
128. «Горбоконик» — Цар (2021)